# Alfred Gasperschitz
Alfred Gasperschitz (* 10. August 1912 in Bad St. Leonhard im Lavanttal; † 1. Jänner 1995 in Wien) war ein österreichischer Politiker (ÖVP) und Richter. Er war von 1961 bis 1971 Mitglied des Bundesrates und von 1971 bis 1979 Abgeordneter zum Nationalrat.

## Leben
Gasperschitz besuchte nach der Volksschule ein Gymnasium und studierte nach der Matura Rechtswissenschaften. Seit 1934 war er Mitglied der katholischen Studentenverbindung KaV Norica Wien im ÖCV. Er promovierte zum Dr. iur. und arbeitete als Richter an den Gerichten Wels, Linz, Schärding und Mauerkirchen. In der Folge war er am Straflandesgericht und Jugendgericht Wien tätig. Er war Oberlandesgerichtsrat und Senatsvorsitzender. Gasperschitz engagierte sich politisch ab 1965 als Obmann der Bundessektion Öffentlicher Dienst im ÖAAB und wurde 1971 dessen Bundesobmann-Stellvertreter. Er war Vorsitzender der Gewerkschaft der öffentlich Bediensteten und ab 1972 Präsident des Europäischen Bundes der Gewerkschaften der öffentlichen Dienste. Zudem wirkte er als Obmann der Versicherungsanstalt öffentlich Bediensteter und vertrat die ÖVP vom 16. November 1961 bis zum 4. November 1971 im Bundesrat. Danach war er vom 4. November 1971 bis zum 4. Juni 1979 Abgeordneter zum Nationalrat. Gasperschitz wurde am Sieveringer Friedhof (Gruppe 21, Reihe 20, Nummer 3) bestattet.
In Blindenmarkt wurde der Dr. Alfred Gasperschitz-Platz ⊙ nach ihm benannt.

## Auszeichnungen
- 1973: Großes Silbernes Ehrenzeichen für Verdienste um die Republik Österreich[1]
- 1979: Großes Goldenes Ehrenzeichen für Verdienste um die Republik Österreich[1]